# 乔治·华盛顿
乔治·华盛顿（英語：George Washington；1732年2月22日（旧历1731年2月11日）—1799年12月14日），美国开国元勋，首任美国总统，任期自1789年至1797年。身为大陆军司令，华盛顿率爱国者于美利坚革命战争中击败不列颠帝国，因他铸就美利坚独立的伟业，故被誉为国父。
华盛顿生于弗吉尼亚殖民地，法印战争（1754–1763）期间出任弗吉尼亚团指挥官。后当选弗吉尼亚市民院议员，因不满英国国王对北美殖民地的压迫而奋起抗争。1775年美利坚革命战争爆发，华盛顿受命担任大陆军总司令，统领装备匮乏、建制松散的部队，对抗训练有素的英军。1776年3月，华盛顿率军围攻波士顿初获胜利，但11月被迫从纽约撤军。1776年末，华盛顿率军强渡特拉华河，于特伦顿战役告捷，1777年初再胜普林斯顿战役；未料同年晚些时候，在布兰迪万河战役与日耳曼敦战役中失利。战争迁延之际，华盛顿既遭指挥非议，麾下将士亦士气低落、补给匮乏。最终于1781年，华盛顿率领美法联军在约克镇战役大败英军，奠定胜局。1783年《巴黎条约》签订，英国正式承认美国主权独立。1787年，华盛顿主持制宪会议，参与起草现行《美国宪法》。
1788年与1792年，华盛顿经选举人团一致推选，出任首任美国总统。任内，华盛顿着力构建强大稳健、财政充盈的联邦政府，对内阁中托马斯·杰斐逊与亚历山大·汉密尔顿之间的激烈党争始终保持中立。法国大革命期间，华盛顿奉行中立政策，同时支持与英国缔结《杰伊条约》。华盛顿为总统职位立下诸多垂范：坚守共和政体，践行权力和平过渡，采用“总统先生”这一称谓，确立两届任期传统。华盛顿1796年《告别演说》成为阐释共和理念的典范，文中强调国家统一的重要，警示地方主义、党派倾轧、外来干涉对国家统一构成的危害。华盛顿身为弗农山庄的烟草与小麦种植园主，曾蓄养众多黑奴。华盛顿晚年渐生反奴隶制之志，临终前立遗嘱，嘱令身后解放所蓄黑奴。
华盛顿的形象是美国文化的象征，受后世广泛缅怀：首都与华盛顿州皆以他的姓氏命名。无论民间评说抑或学界研究，华盛顿始终被视作美国历史上最伟大的总统之一。

## 早年（1732年–1752年）

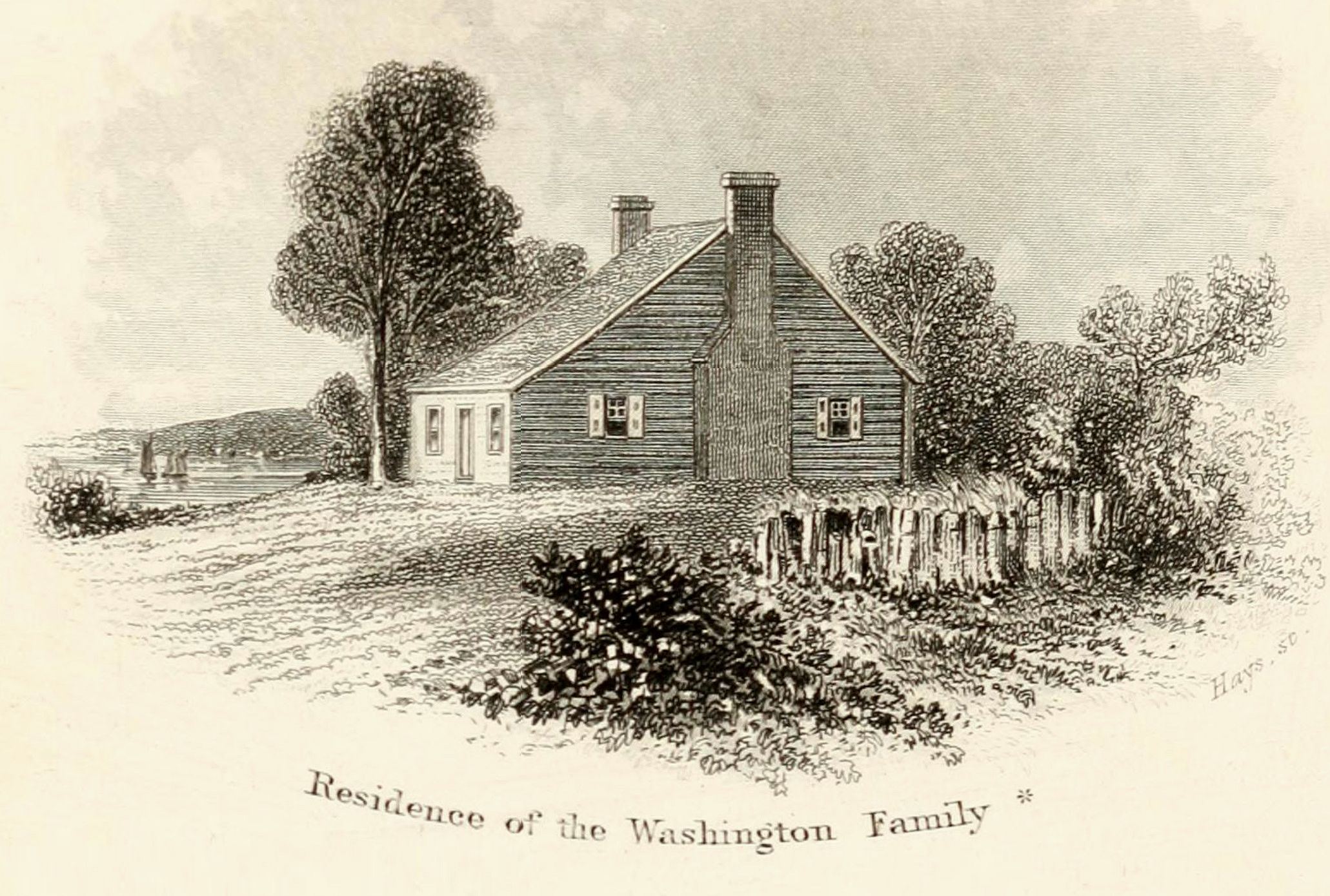
渡口农场是华盛顿家族在弗吉尼亚邦斯塔福德县拉帕汉诺克河畔的宅邸，华盛顿少年多居于此

乔治·华盛顿1732年2月22日生于弗吉尼亚邦威斯特摩兰县波普斯溪:3–6。华盛顿的父亲奥古斯丁·华盛顿与母亲玛丽·鲍尔·华盛顿育有六个孩子，他最年长:3:5–7。华盛顿的父亲曾任太平紳士，声名卓著，父亲的第一任妻子简·巴特勒（Jane Butler）遗有四个孩子:9:6–8。华盛顿与父亲疏远，晚年鲜少提及；华盛顿与母亲亦多龃龉:6–7:2: Powerful Ambitions, Powerful Friends。诸兄弟姐妹中，华盛顿尤与异母兄长劳伦斯相亲近:7。
1735年，举家迁居小猎溪种植园；1738年，定居弗吉尼亚邦弗雷德里克斯堡附近的渡口农场。1743年奥古斯丁辞世，华盛顿继承渡口农场及十名黑奴；劳伦斯继承小猎溪，易名弗农山庄:39, 55, 56:407。因父亲早亡，华盛顿未如异母兄长赴英格兰阿普比文法学校深造，仅就读哈特菲尔德的下教会学校。但华盛顿习得数学与土地测量，绘图制舆皆具才俊。及长，华盛顿的文笔如传记作家罗恩·切尔诺夫所评，“他花了些时间才写出简洁明了的陈述句——他十几岁时的文字常常晦涩臃肿、不合语法——但凭借刻苦努力，他的写作能力稳步提升，他最终成为一名极具感染力的写作者，能够精准表达他自己的意愿”:10–12:14:5–6。华盛顿十几岁时，曾抄录百余条社交准则，名《文明规则》（The Rules of Civility），脱胎于法语旅游指南的英译本:19。
华盛顿常造访劳伦斯岳丈威廉·费尔法克斯的贝尔沃庄园及劳伦斯的弗农山庄。费尔法克斯成为华盛顿的赞助人，待之如子。1748年，华盛顿随测量队为费尔法克斯勘察谢南多亚河谷地产，历时一个月:10, 19:14–15:36。次年，华盛顿获威廉与玛丽学院颁发的测量员执照。该学院的特许状，赋其任命弗吉尼亚邦各县测量员的权力。但无确证表明华盛顿曾亲赴该院受业。华盛顿虽未循例做完学徒，威廉的堂弟托马斯·费尔法克斯仍任命他担任弗吉尼亚邦库尔佩珀县测量员。华盛顿于1749年7月20日宣誓就职，1750年卸任。至1752年，华盛顿已购得谢南多亚河谷近1,500英亩（约600公顷）土地，总产达2,315英亩（约937公顷）:v. 19, p. 510:22–23。
1751年，华盛顿生平唯一一次离开北美大陆，陪劳伦斯远赴巴巴多斯，希冀热带气候能治疗兄长肺结核:24:2: Powerful Ambitions, Powerful Friends。华盛顿此行染上天花，痊愈后面颊留下浅疤:2: Powerful Ambitions, Powerful Friends。1752年劳伦斯病死，华盛顿向他的遗孀安妮（Anne）租下弗农山庄；1761年安妮亡故，华盛顿始完全继承弗农山庄:26, 98。

## 英法北美戰爭：1754－1763年
華盛頓22歲時，無意間成為英法北美戰爭的導火線之一。這場殖民地所參加的第一場戰爭起源於1753年，法国人開始在當時屬於維吉尼亞州領土的俄亥俄谷地（Ohio County）建立許多堡壘，這是法國人的戰略之一。法國人得到當地原住民的支持，試圖阻止英國人繼續向西擴張，侵略其在美洲的殖民地，並阻擋殖民地內的英國軍隊。維吉尼亞州的總督是羅伯特·丁威迪，當時擔任少校的華盛頓替他向法國指揮官遞交最後通牒書，要求法國人離開。華盛頓將過程透露給當地的報紙，而他也因此成為傳奇人物。但法國人拒絕撤離，因此在1754年，丁威迪派遣剛升遷中校的華盛頓，率領維吉尼亞第一軍團，前往俄亥俄谷地攻擊法國人。華盛頓率領軍隊伏擊一支由法裔加拿大人組成的偵查隊，在短暫的戰鬥後，華盛頓的印第安人盟友塔纳洽里森族人殺害法國指揮官朱蒙维拉，接著華盛頓在那裡建立一座名為“必需堡”的堡壘，但在數量更多的法軍和其他印地安人部隊進攻下，這座堡壘很快便被攻陷，他也被迫投降。投降時，華盛頓簽下一份承認他"刺殺"法軍指揮官朱蒙维拉的文書（因為這份文書用法文寫成，華盛頓看不懂），而這份文書導致國際間的事變，成為法國印地安人戰爭的起因之一。這場戰爭也是七年战争的一部分。
在同意一年之內不返回俄亥俄谷地後，華盛頓稍後被法國人釋放。
華盛頓一直渴望加入英國軍隊，但當時殖民地的居民都對此不感興趣。他在1755年終於等到機會，當時英軍發動遠征，試著重新奪回俄亥俄谷地。遠征行動在莫農加希拉戰役（Battle of the Monongahela）中遭受災難性結果。相當不可思議地，華盛頓的外衣被四發子彈擊穿，但他仍毫髮無傷，同時在炮火中冷靜地組織軍隊撤退。在維吉尼亞州，華盛頓成英雄人物，雖然戰爭的重心已經轉移到別處，他繼續領導維吉尼亞第一軍團好幾年。在1758年，他隨著John Forbes將軍展開另一次遠征，成功將法軍驅離杜根堡堡壘。
華盛頓最初軍事生涯的目標，是希望成為正規的英軍軍官—而不僅是殖民地民兵的軍官。但他一直未獲升遷，因此他在1759年辭去軍職，並與馬莎·丹德里奇·卡斯蒂斯·華盛頓結婚，她是一名已經育有兩個小孩的富有寡婦。華盛頓和她一起抚養這兩個小孩：约翰·帕克·卡斯蒂斯和马莎·帕克·卡斯蒂斯，稍後他還抚養她的兩名孫子女，但華盛頓從未有親生子嗣。新婚後，他們搬到弗农山居住，過着紳士階級、農夫和蓄奴主的生活，他並當選維吉尼亞當地的下議院議員。

## 美國革命：1774－1783年
在1774年，華盛頓被選為維吉尼亞州的代表，前往參加第一屆大陸會議。由於波士頓傾茶事件，英國政府關閉波士頓港，而且廢除麻薩諸塞州的立法和司法權利。殖民地在1775年4月於列克星頓和康科特與英軍開戰後，華盛頓穿著軍服出席第二屆大陸會議—他是唯一一個這麼做的代表，表示他希望帶領維吉尼亞民兵參戰的意願。麻薩諸塞州的代表约翰·亚当斯推薦他擔任所有殖民地的總指揮官，並稱他擁有「擔任軍官的才能......極大的天份和普遍的特質」。因為亞當斯了解到，確保南方的殖民地能與北部殖民地合作，順利組成大陸軍團的最好方法，便是推薦一個南方殖民地人士擔任總指揮官。華盛頓在1775年6月15日，經由大會選舉無異議支持成為總指揮官，雖然很捨不得離開心愛的維吉尼亞家園，華盛頓还是接受指揮官職位，並宣稱「我不認為我能勝任這個指揮官的光榮職位，但我會以最大的誠意接受職位」。華盛頓並宣稱，除了必要的開支外，不須付給他任何額外報酬。就這樣，華盛頓於7月3日，在麻薩諸塞州的剑桥擔任全殖民地軍隊的總指揮官。
華盛頓在1776年進攻波士顿，利用稍早在提康德羅加堡壘所奪取的火炮陣地，而得以俯瞰整個波士頓港，最後將英軍逐出波士頓。英軍指揮官威廉·何奧下令英軍撤回加拿大的哈利法克斯。華盛頓接著率領軍隊前往紐約市，預期英軍將發動攻勢。擁有壓倒性軍力的英軍於8月展開攻勢，而華盛頓所率領的撤退行動卻相當笨拙，幾乎全軍覆沒。他也在8月22日輸掉長島戰役，不過得以撤退大多數的軍隊回到大陸。在接下來又輸掉幾次戰役，使得軍隊倉促的撤離新澤西州，此時美國革命的未來岌岌可危。
在1776年12月25日的晚上，華盛頓重整旗鼓。在這場新澤西州的特倫頓戰役中，他領導大陸軍跨越，突襲黑森雇佣軍的兵營。並接著在1777年1月2日的晚上向查理斯·康沃利斯率領的英軍發動突襲，這次奇襲振奮了支持獨立的殖民地陣營的士氣。
在1777年夏天，英軍發動了三路並進的攻勢，一路由約翰·伯戈因率領從加拿大向南進攻，一路由威廉·何奧率領攻擊當時殖民地的首都費城。而華盛頓撤往南方，卻在9月11日的布蘭迪萬河戰役中遭受慘敗。為了擊退英軍而發動的日耳曼敦戰役，則因為濃霧和軍隊的混亂而告失敗。華盛頓和他的軍隊只得撤回環境惡劣的佛吉谷，艱難的渡過冬天。
在1777年至1778年的冬天，是大陸軍（和政治上的革命運動也是）戰況及士氣最惡劣的時刻，大陸軍遭受了極大的戰損和惡劣的生活環境。但華盛頓依然堅定著指揮軍隊，並持續向後方的殖民地大會要求更多補給，使大陸軍能克服寒冷的冬天，逐漸恢復士氣。2月時，一名曾服役於普魯士軍參謀部的軍官-弗里德里希·馮·施托伊本前來佛吉谷，自願幫忙訓練華盛頓軍隊，以使他們能在戰場上能和英軍相較量。施托伊本在佛吉谷的訓練改進戰術和作戰紀律，大幅增進殖民地軍的戰力，使殖民地軍得以擺脫烏合之眾的狀態。在佛吉谷的訓練告一段落時，華盛頓的軍隊已經煥然一新。
華盛頓接著率領軍隊，於1778年6月28日的蒙茅斯戰役中，攻擊從費城前往紐約的英軍，與英軍打成平手，但英軍分裂殖民地政府的企圖於是失敗。由於這場戰役的勝利，加上一年前於薩拉托加戰役中擊敗伯戈因率領的入侵英軍，情勢逐漸好轉，而法國看到分裂第一大英帝國的機會，決定正式與美國結盟。
在1778年後，英軍最後一次的試著分離殖民地，這次英軍集中於南方地區。華盛頓的軍隊並沒有直接攻擊他們，而是前往駐紮位於紐約的西点軍事基地。在1779年，華盛頓命令5分之1的大陸軍展開沙利文遠征，對那些與英軍結盟且常攻擊大陸軍前線堡壘的易洛魁聯盟的6個部落的其中4個發動攻勢。並沒有戰鬥發生，不過至少摧毀40個易洛魁村莊，使這些印地安人被迫永遠離開美國，向北遷徙至加拿大。
1781年，大陸軍以及法國陸軍和海軍一同包圍康沃利斯在的軍隊，華盛頓迅速前往南方，於10月17日接掌指揮大陸軍和法軍，繼續圍城戰鬥直到10月17日康沃利斯投降，10月19日，他接过康沃利斯的投降宝剑。儘管英軍仍在紐約市和其他地點活動直到1783年，這場戰役还是成了獨立戰爭最後一場主戰役。

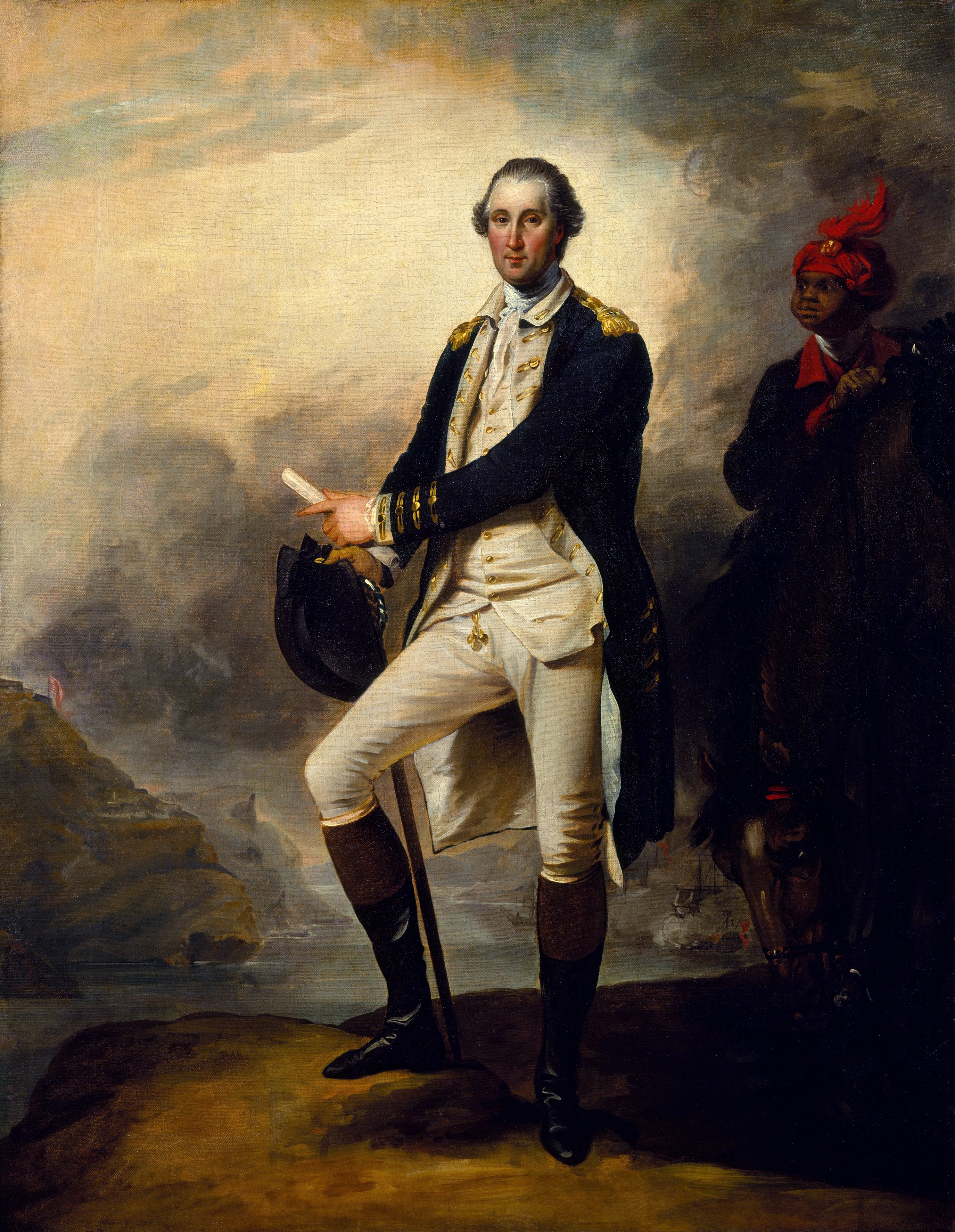
喬治·華盛頓，由約翰·莊柏（John Trumbull）所繪，1780年

接著於1783年，隨著巴黎條約的簽署，英國正式承認美國的獨立。華盛頓隨後解散他的軍隊，並在新澤西州的洛基山（Rocky Hill）向追隨他多年的士兵們發表精彩的告別演說。幾天後，英國人從紐約市撤退，華盛頓和殖民地政府重回城市，他於12月4日在紐約市發表正式的告別演說。
1783年12月23日，華盛頓向邦聯議會辭去他在軍隊裡總司令的職務，邦聯議會稍後並在馬里蘭州安那波利斯的議院召開會議。這對於新生國家而言是相當重要先例，避免軍國主義政權的出現。華盛頓堅信唯有人民擁有對國家的主權，沒有人可以在美國籍著軍事力量、或只因為他出生貴族而奪取政權。
華盛頓接著返回弗农山的莊園，就在1783年聖誕節前夕傍晚抵達家門。自從1775年因戰爭離開心愛的家園後，他都一直沒有機會回家。在門口歡迎他的人，是他之前曾向其許諾過會在8年內返家的妻子，以及4個已經能夠走路的孫子女，全都在他離家的這段時間出生。戰爭也帶走他所扶養的繼子約翰的性命，於1781年在約克鎮的一次行軍裡發燒過世。
當華盛頓離開軍隊時，他在大陸軍團裡的最終頭銜是「將軍和總司令」。

## 制憲會議主席：1787－1789年
1787年，華盛頓主持在費城舉行的制憲會議。他並沒有參與討論，但他的威望維持會議的秩序，並讓代表團能專注於討論上。在會議後，他的威望使得包括維吉尼亞州議會在內的許多人相信這個會議的成果，而支持美國憲法。
華盛頓的莊園廣達8000英畝（32平方公里），如同當時其他許多農場主一樣，儘管擁有大量土地，華盛頓手上的現金都不多，常常四處借貸。在後來他成為總統時，他甚至得借款$600元以搬家到首都纽约。

## 總統任期：1789－1797年

### 開端

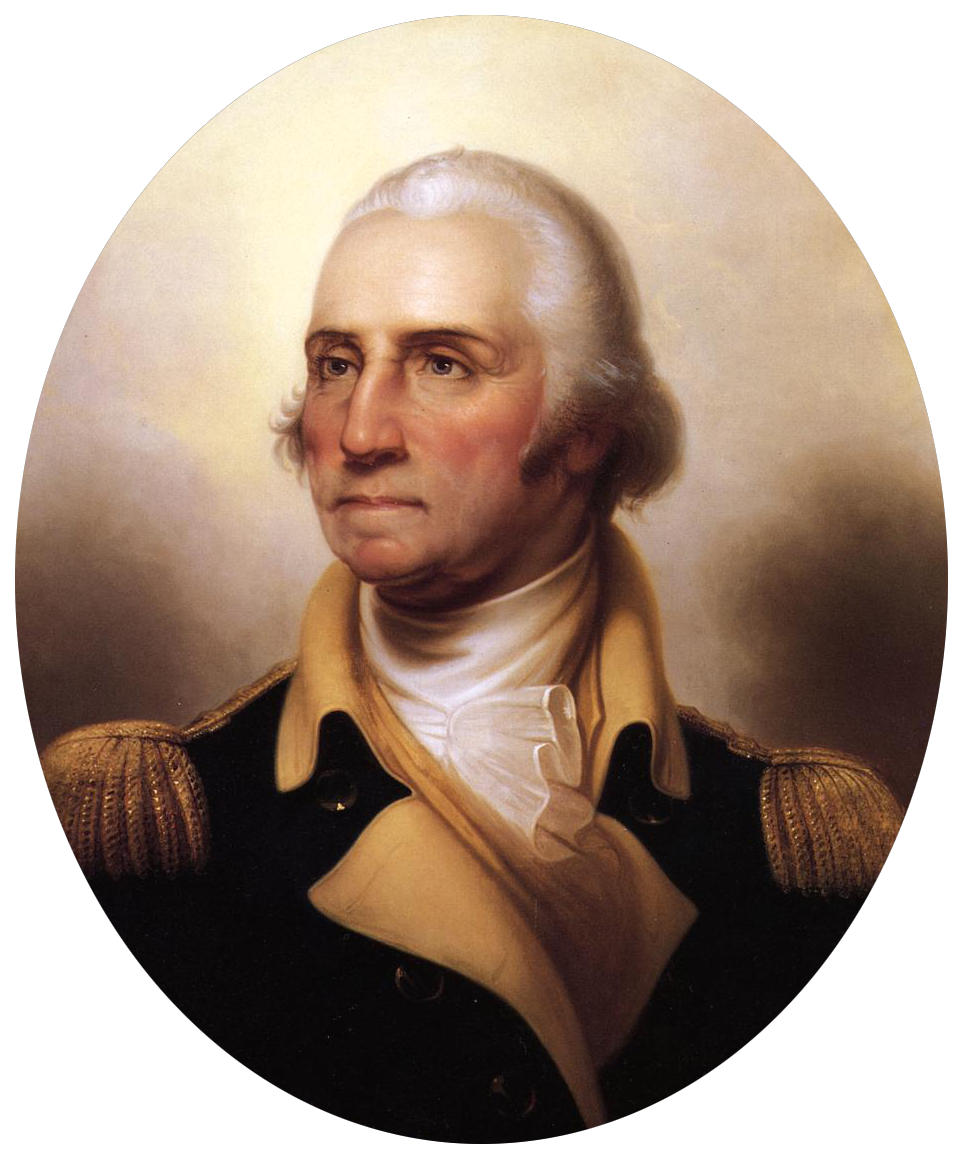
懸掛於白宮內的華盛頓官方肖像

華盛頓在1789年經過選舉團投票無異議的（獲得全部的選舉人票）當選總統，他是歷史上唯一一個無異議投票當選的總統（並在1792年再次達成）。第二名獲得34票的约翰·亚当斯則當選副總統。第一屆美國国会代表會議（First United States Congress）投票將付給華盛頓25,000美元的年薪—這在1789年是個很大的數目。當時，華盛頓大概是全美國最富有的人了，他在西部的土地有非常大的潛在價值—不過在那時都是空地一片。他婉拒他的總統薪水，這也是他被視為古羅馬公民英雄辛辛納圖斯的形象的一部分—將承擔政務看作公民義務的市民。但在国会的要求下，他最终接受薪水，为了不开创一个"总统是经济独立的，应该无偿服务的先例。"在總統就任的儀式中，華盛頓非常謹慎地確保儀式場面的規模和裝飾儉樸得符合共和國的標準，而不會超過當時歐洲各國的王室。
華盛頓的妻子瑪莎對他當選總統相當失望，她只希望能和華盛頓在弗农山維持平靜的生活。不過她還是承擔起第一夫人的職責，開放客廳並負責安排每週和達官顯貴的晚宴，使晚宴能搭配得上總統的身份。

### 政策
在華盛頓擔任總統的初期，他只個別地與他的顧問會面，1791年，開始定期地和全體內閣成員與會。每當財政部長亚历山大·汉密尔顿主張，應該建立全國性的信用機構並構成金融力量強大的國家時，托马斯·杰斐逊和詹姆斯·麦迪逊總是反對他，而華盛頓必須時常調解兩方的意見。最後往往是漢密爾頓在爭論中獲勝，而且華盛頓指責當時由杰斐逊和麦迪逊所支持的名為民主—共和主義社會（Democratic-Republican societies）團體的危險性時，漢密爾頓則被擁立為聯邦黨的領導人。
1791年，當國會通過增加蒸餾酒的貨物稅率時，引發許多抗議行動。1794年，在華盛頓指示抗議者應該前往地方法院後，抗議活動卻激化為大規模的暴動。於是在8月7日華盛頓向宾夕法尼亚州、弗吉尼亚州和其他州請求頒布民兵法以徵召民兵。在徵召一萬多名民兵後，他便直接帶兵前往暴動地區鎮壓暴動，使得他成為唯一一個在任期內親自率領軍隊的美國總統。平亂中死了幾個人但並沒有戰爭發生，但華盛頓堅強的表現直接展現新政府的權威。這也是聯邦憲法頒布以來，聯邦政府首次動用軍隊以維持地方的秩序。
在美國自從革命戰爭以來，通常稱為西北地界的地區，原本住在那裡的印地安人仍常與白人爆發衝突，在西北印地安人戰爭（Northwest Indian War）中，印地安人戰勝白人，直到1794年的鹿寨戰役（Battle of Fallen Timbers）中被白人擊敗為止。
1793年，革命後的法國新共和黨政府派遣外交官埃德蒙·查尔斯·热内至美國，熱內試著唆使美國輿論同情法國，以合力對抗英國，法國政府更授權他向美國船隻頒布捕押特許證，允許船隻捕押與法國為敵的他國船隻。熱內的作為迫使華盛頓要求法國政府把他撤回。
1794年12月9日，在美國派出首席法官约翰·杰伊前往倫敦談判後，美英兩國簽定以他為名的杰伊条约，條約裡試圖劃清自從革命戰爭到美國獨立以來兩國間一直拖延的問題，好增進兩國間的關係。主張親法國派的杰斐逊等人極力批評條約，但華盛頓和漢密爾頓則表示支持，之後國會也通過條約的簽定。條約規定英國必須撤離他們在五大湖的堡壘，這也對後來對英國的1812年战争產生影響。
亞歷山大·漢密爾頓利用他在聯邦政府內的任命權，任命許多他的好友擔任政府職位，因此由他領導的聯邦黨羽翼漸豐，稍後在1796年由聯邦黨推舉的副總統约翰·亚当斯也當選總統。華盛頓自身相當反對這種黨派政治，因此從不表態支持任何政黨。儘管華盛頓較偏向支持漢密爾頓而不是杰斐逊派的政策，但他從未公開表態過。因此，可以說華盛頓在當時是沒有黨派立場的，到目前為止，華盛頓是唯一一個無黨籍的美國總統。
儘管華盛頓相當不情願，他還是被選為第二任總統。不過華盛頓堅持拒絕擔任第三任總統，因此寫下美國總統任期不能超過兩屆的不成文慣例。一直到1940年富兰克林·德拉诺·罗斯福打破慣例，但在小羅斯福死後，這個慣例正式寫入美國憲法第二十二修正案。
1797年，華盛頓任期届满，发表由汉密尔顿撰写的告别辞，这份離職演說成為美國歷史上最富影響力的政治演說之一。在演說中，他闡述過份的黨派偏見可能對國家造成的不良影響，他呼籲人們拋棄黨派之爭，團結起來為增進公眾利益而努力。他並主張美國應該避免受到他國的干涉，因為美國應該只專注於美國人的利益。他建議與世界上其他國家保持友誼和貿易關係，並應該避免牽扯進歐洲戰爭。他認為應該避免與某國家保持長期的同盟關係，並指出應該注意當時美法間的結盟。華盛頓的離職演說成為美國人對政治的準則，尤其對於之後的世代而言，每當發生關於美國的外交政策應該維持中立與否的爭論時，華盛頓的演說便成為主張維持中立者最有力的引言，一直到1949年美國開始主導與其他國家結盟為止。
在约翰·亚当斯的就職典禮上，據說華盛頓還和亞當斯耳語道：“現在我離職了，換你做總統。讓我們等著瞧誰比較喜歡這工作吧！”。華盛頓之后拒絕離開總統辦公室，直到副總統亚当斯到達，樹立只有正副總統都到齊時，才能讓出總統職位的慣例。接著，華盛頓步出辦公室，恢復公民的身分。

### 任內重要法案
- 簽署1789年司法條例（Judiciary Act of 1789），確立聯邦法院和最高法院制度的法律
- 簽署美國印地安交流法（Indian Intercourse Acts），規定內布拉斯加州的大平原區（Great Plains）為印地安人的土地，1790年生效
- 簽署暫時住所法（Residence Act of 1790），將賓夕法尼亞州的費城作為聯邦政府暫時的首都，
- 簽署銀行法（Bank Act of 1791），頒發許可證給北美銀行，成為第一家近代的私營商業銀行
- 簽署1792年铸币法案，規定美國的硬幣鑄幣標準
- 簽署逃亡奴隸法（Fugitive Slave Act of 1793），調解賓夕法尼亞和維吉尼亞兩州間為了一件綁架案而導致的法律糾紛
- 簽署海軍法（Naval Act of 1794），創立美國海軍
- 組織第一屆的美國內閣

### 內閣閣員

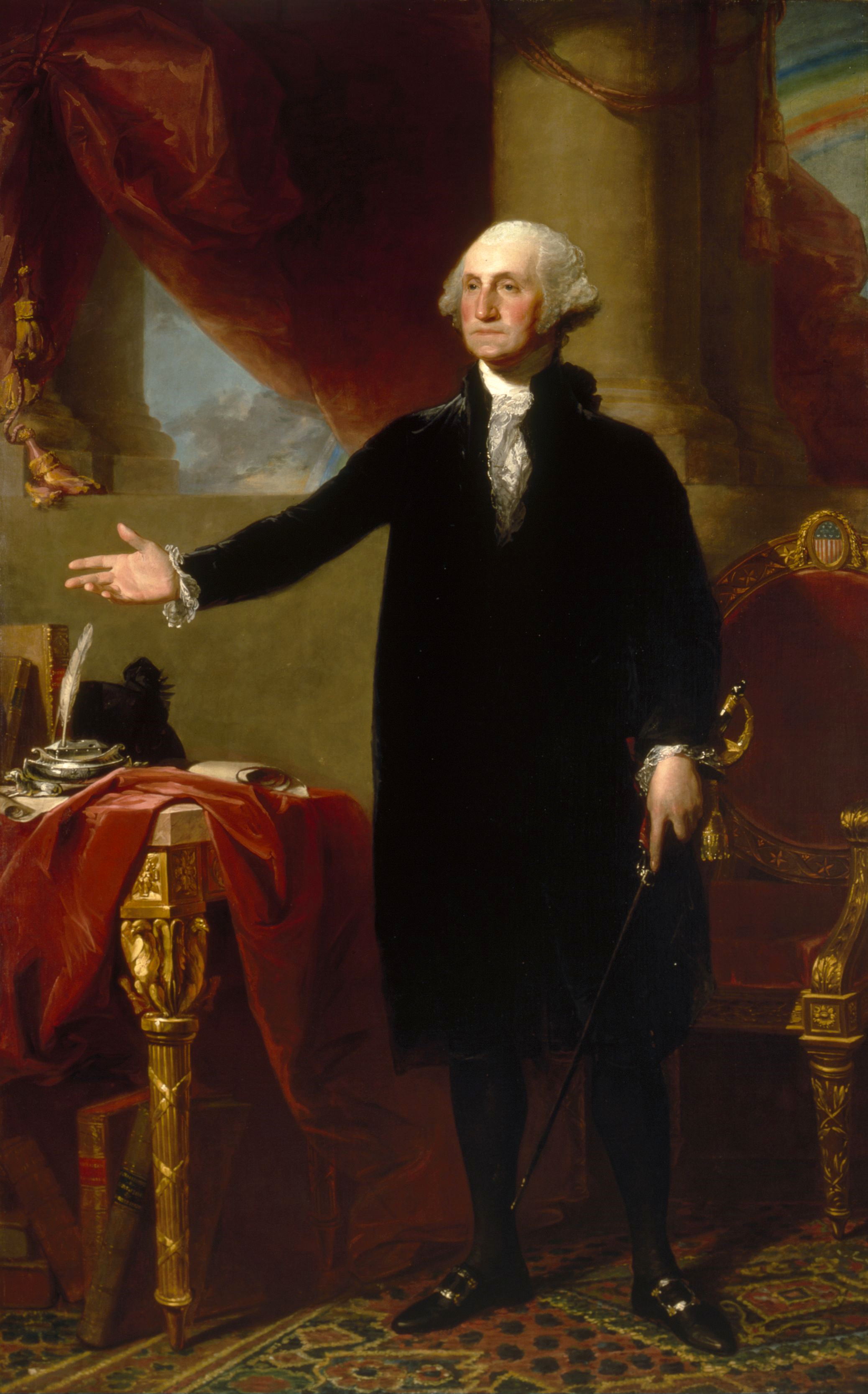
華盛頓表態拒絕第三屆任期時的情景，由吉尔伯特·斯图尔特所繪

| 职务     | 姓名              | 任期           |
| -------- | ----------------- | -------------- |
| 总统     | 喬治·華盛頓       | 1789年－1797年 |
| 副总统   | 约翰·亚当斯       | 1789年－1797年 |
|          |                   |                |
| 国务卿   | 托马斯·杰斐逊     | 1789年－1793年 |
| 国务卿   | 埃德蒙·伦道夫     | 1794年－1795年 |
| 国务卿   | 蒂莫西·皮克林     | 1795年－1797年 |
| 战争部长 | 亨利·诺克斯       | 1789年－1794年 |
| 战争部长 | 蒂莫西·皮克林     | 1795年－1796年 |
| 战争部长 | 詹姆斯·麦克亨利   | 1796年－1797年 |
| 财政部长 | 亚历山大·汉密尔顿 | 1789年－1795年 |
| 财政部长 | 1795年－1797年    |                |
| 司法部长 | 埃德蒙·伦道夫     | 1789年－1793年 |
| 司法部长 | 1794年－1795年    |                |
| 司法部长 | 1795年－1797年    |                |
| 邮政部长 | 塞缪尔·奧斯古德   | 1789年－1791年 |
| 邮政部长 | 蒂莫西·皮克林     | 1791年－1795年 |
| 邮政部长 | 约瑟夫·哈伯沙姆   | 1795年－1797年 |

### 最高法院任命
身為第一任總統，華盛頓任命幾乎全數的最高法院法官，同樣的數量只有被任期長達4任（1933年—1945年）的羅斯福達到過。華盛頓推薦以下法官任職美国最高法院：
- 约翰·杰伊 - 首席大法官－1789年
- 詹姆斯·威爾遜（James Wilson）－1789年
- 约翰·拉特利奇－1790年
- 威廉·庫欣－1790年
- 約翰·布萊爾－1790年
- 詹姆斯·艾爾戴爾（James Iredell）－1790年
- 托瑪斯·詹森（Thomas Johnson）－1792年
- 威廉·帕特生（William Paterson）－1793年
- 约翰·拉特利奇 - 升任首席大法官，1795年（1790年任法官）
- 塞繆爾·蔡斯－1796年
- 奥利弗·埃尔斯沃思- 首席大法官－1796年

### 任內加入聯邦的州
- 北卡罗莱那州（1789年）
- 羅德島州（1790年）
- 佛蒙特州（1791年）
- 肯塔基州（1792年）
- 田納西州（1796年）

## 退休和去世

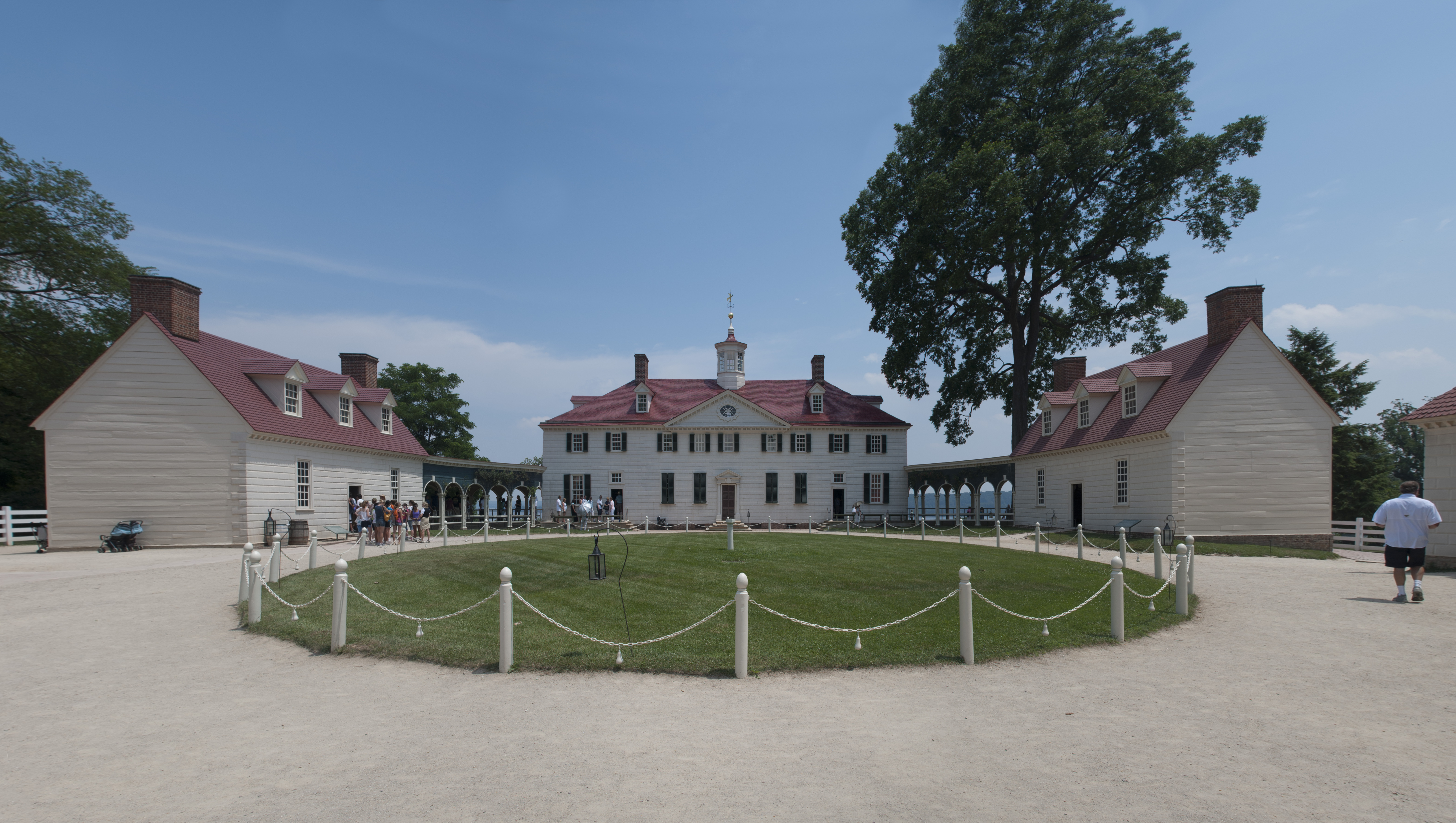
華盛頓的維農山莊

两届总统任期届满后，华盛顿拒绝竞选连任：“我走在尚未踏实的土地上，我的所作所为将可能成为以后历届总统的先例。”他向美国人民解释，“你们再继续选我做总统，美国就没有真正的民主制度了”。

自從1797年3月4日退休後，華盛頓帶著輕鬆的心情回到弗農山。他在那裡建立蒸餾室，並成為或許是當時最大的威士忌蒸餾酒製造業者，1798年便生產1萬1000加侖的威士忌，獲得7500美元的利潤。
1798年，由於戰爭逼近，為了警告法國，華盛頓被新總統约翰·亚当斯任命為美国陆军的中將（在當時這是軍中最高的階級）。這只是象徵性的任命，華盛頓並沒有真的服役。
1799年，美国即将再次举行总统竞选，联邦党人因为党内分歧和声望日下，希望华盛顿再次出来竞选，但是华盛顿在致乔纳森·特朗布尔州长的信中拒绝了：“一旦我这样做将是可耻的，因为尽管这是我国同胞的愿望，而且在大家的信任下我可能当选并任职，但另一个比我更有才能的人却会因此去职……如果我参加竞选，我就会成为恶毒攻击和无耻诽谤的靶子，不但会被加上摇摆不定的罪名，而且还会被诬为怀有野心，一遇时机便爆发出来。总之，我将被指责为昏聩无知的老糊涂。”

其後華盛頓染上感冒，引起發燒和喉嚨痛，並惡化為喉頭炎和肺炎，不过病情并不算太严重，医生对其采用放血疗法，结果在1799年12月14日，华盛顿因为失血过多而死，享壽67歲。遺體葬在弗農山當地。。

## 著作
- 《华盛顿书信与演说集》1909纽约日规名著出版公司，中文版《华盛顿选集》1983商务印书馆

## 評價

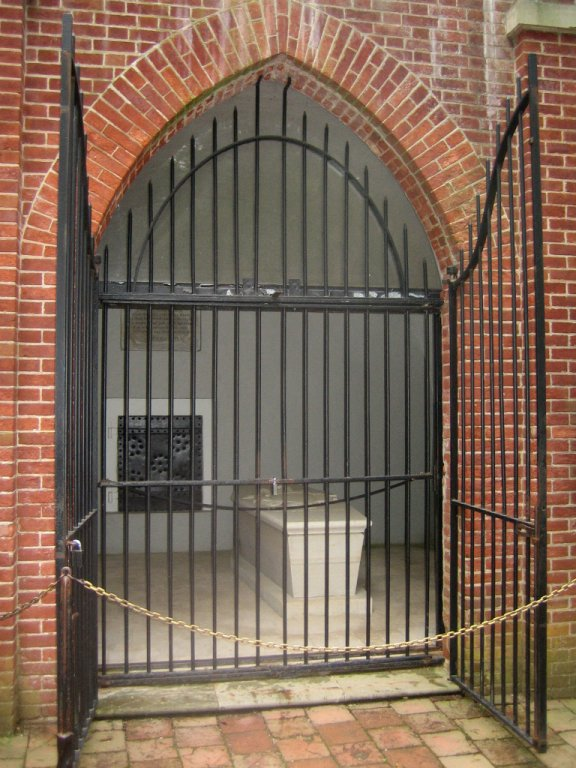
華盛頓之墓

華盛頓死後，他昔日的革命戰爭夥伴，國會議員哈利·李（即美利堅聯盟國名將羅伯特·E·李之父）對他的稱讚相當著名：
他是一個公民，他是戰爭中的第一人，也是和平時代的第一人，也是他的同胞們心目中的第一人。
華盛頓為未來的美國樹立許多的先例，他堅決選擇任滿後和平讓渡總統職位給副總統约翰·亚当斯，這個總統不超過2任的先例，被看作是華盛頓對此後美國總統任期限制最重要的影響，這個慣例直至1940年富蘭克林·德拉諾·羅斯福時才被打破，其後美國國會1951年通過美國憲法第二十二修正案，把總統任期正式限制於2任。
華盛頓被許多人稱為美國國父，並被視為美國的創立者中最重要的一位，他也在全世界成為一個典型的仁慈建國者的形象。美國人談到他時總是稱他為美國國父。他也在迈克尔·H·哈特所著的影響世界歷史100位名人中排名26名，並被多數學者們視為美國歷史上最重要的一位總統。
儘管華盛頓去世時，獲得當時最高的军衔—三星的陸軍中將，隨著時光流逝，越來越多將軍（從格蘭特開始）獲得和他一樣以及更高（四星以及五星）的军衔，這看起來就像華盛頓功績不如他們一般。直到1976年國會通過法案，追封華盛頓為「合眾國特級上將」（相当于苏联等国的大元帅军衔），並正式宣布此为是美國最高军衔，超過以往和未來的所有元帅（五星上将）和將軍。

### 大清
福建巡撫、部院大中丞徐繼畬所著《瀛寰志畧》註華盛頓如下：
華盛頓，異人也。起事勇於勝、廣，割據雄於曹、劉。旣已提三尺劍，開疆萬里，乃不僭位號，不傳子孫，而創爲推舉之法，幾於天下爲公，駸駸乎三代之遺意。其治國崇讓善俗，不尚武功，亦迥與諸國異。余嘗見其畫像，氣貌雄毅絶倫。嗚呼，可不謂人傑矣哉？
大清國浙江寧波府鐫贈美國華盛頓紀念塔碑如下：
米利堅合眾國以為國，幅員萬里，不設王侯之號，不循世及之規，公器付之公論，創古今未有之局，一何奇也。泰西古今人物，能不以華盛頓為稱首哉？

## 流行文化
少年华盛顿最流行的故事，大概是他砍掉父亲最喜欢的樱桃树，并承认自己的过犯：“我不能撒谎，爸。”这个轶事第一次出现在聖公会牧師帕森‧威印（Parson Weems）笔下，威印在华盛顿去世后采访熟人。威印的故事在19世纪广为流传，原因大概是家长希望儿童能从英雄人物身上，学到道德的重要性。然而，在1890年后，历史学家发现除了威印自己的报告以外，即威印自称从老人那里听到故事之外，没有其它证据可以证明确有其事。约瑟夫·罗德曼在1904年称威印在华盛顿故事上抄袭英国小说，但尚无人发现英国小说中也有类似樱桃树的故事，与此题材相关的笑話则是說華父稱讚華誠實品行良好，是因為華當時手执斧頭。

## 私生活

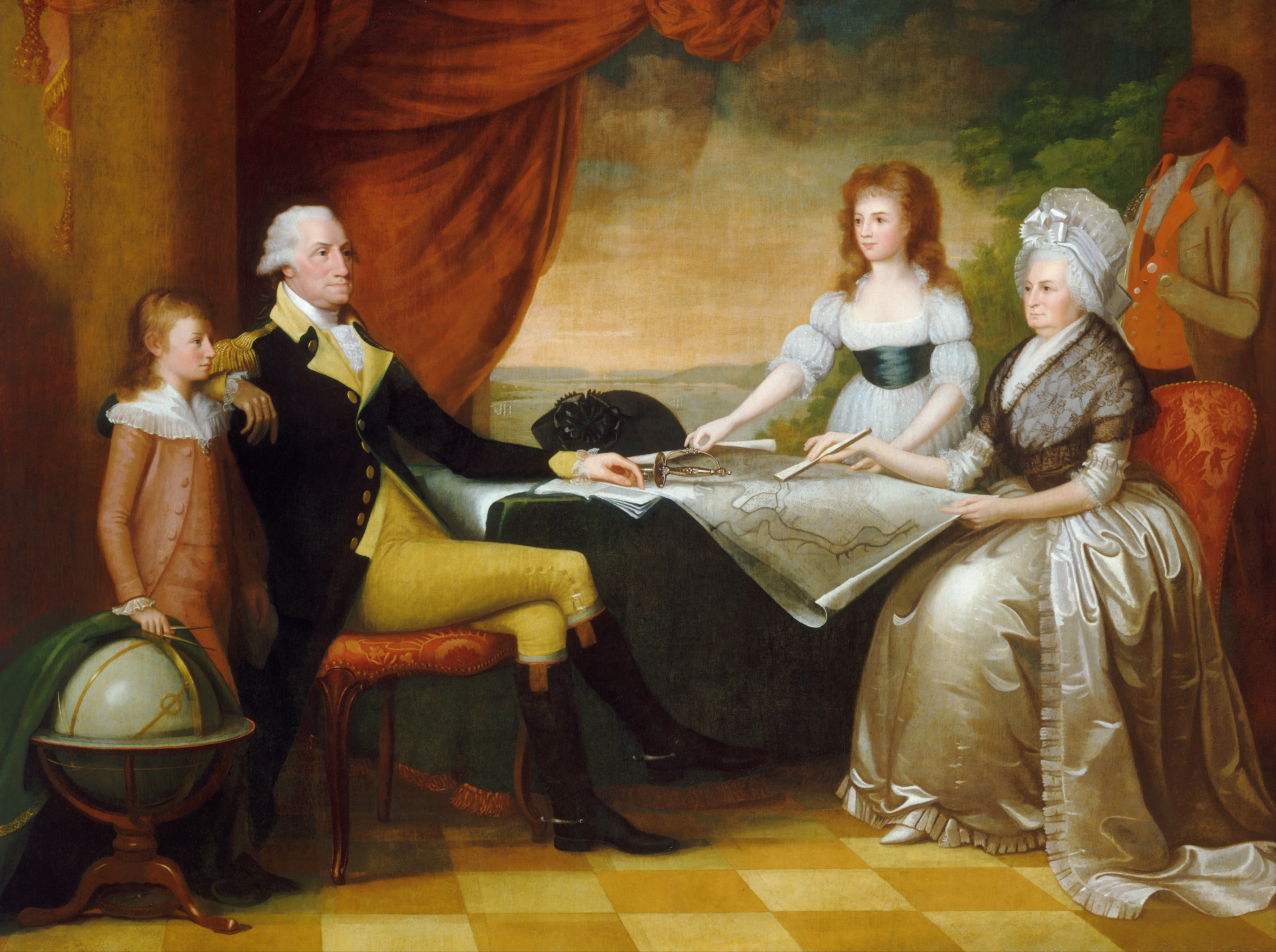
《华盛顿一家》，从左到右：乔治·华盛顿·帕克·卡斯迪斯，乔治·华盛顿、埃莉诺·帕克·卡斯迪斯、马莎·华盛顿，及一位奴隶：可能是威廉·李或克里斯托弗·希尔斯。爱德华·萨维奇绘制，1789-1796年。

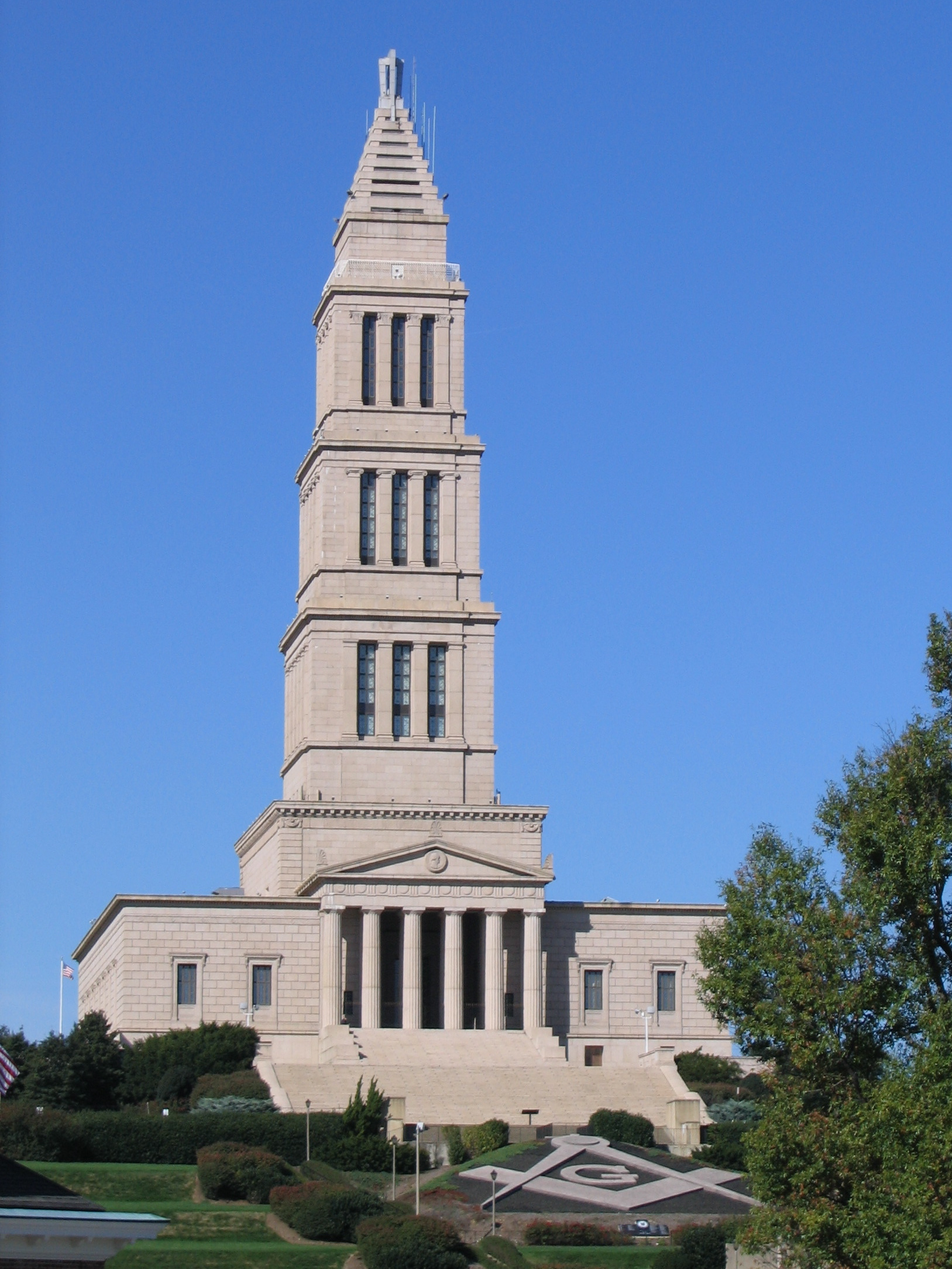
乔治·华盛顿共济会国家纪念堂、弗吉尼亚州亚历山德里亚

乔治·华盛顿与玛莎的自然家庭关系不错，和他的侄子与子嗣关系很好，如乔治小弟约翰·奥古斯丁·华盛顿的儿子布什罗德·华盛顿。在叔叔去世前年，布什罗德成为美国最高法院大法官。然而，乔治明显与他的母亲玛丽·鲍尔·华盛顿 (奥古斯丁第二任妻子)处不来，玛丽为人苛刻，难以相处。
华盛顿年轻时一头红发。流行谣言称他戴假发，这是当时的时尚。事实上，华盛顿不戴假发，他往头上擦粉，并在许多画像中有所体现，包括著名的，吉尔伯特·斯图尔特尚未完成的画像《阅览馆画像》。
华盛顿体力异常充沛。杰斐逊称其为“他年龄段最佳骑手”，美国人和欧洲人都赞美他的骑术；骑术有助于他狩猎，这是他的爱好。华盛顿也是出色的舞蹈家，常常登台，张口莎士比亚。他喝的不多，能够准确记录赌博输赢，但华盛顿不喜欢酗酒、赌博、抽烟和脏话，当时这都是弗吉尼亚殖民地最常见的癖好。虽然他种植烟草，但华盛顿最终戒烟，并认为酗酒是男人最恶心的坏习惯。就革命后弗吉尼亚社会来说，华盛顿感到很欣慰，因为当时“不大会强迫客人喝酒，将他们灌醉后送回家为荣。”
华盛顿的牙周病困扰其一生。22岁时他掉了第一颗犬齿，等到成为总统时只剩下一颗牙。约翰·亚当斯称华盛顿嗑巴西坚果时把牙嗑掉，但现代历史学家发现，华盛顿用氧化汞治疗疾病，如天花和疟疾，可能是导致掉牙的原因。华盛顿有几套假牙，其中四套是由牙医约翰·格林伍德制作的。与流行迷信不同，假牙不是由木头制作的。担任总统时的那套是由河马牙和象牙雕刻而成的，用金线套起来。在此之前，他有一套是用真人牙制作的，比如那套从“一些不知名的'黑人'那里买来的，可能是在1784年从弗农山庄奴隶那里得到的。牙疼问题时常让华盛顿疼的要命，不得不吃鸦片酊镇痛。当他还在任内时，许多画像都反应出这一病痛的折磨，包括在一美元上的画像。

### 奴隶制
在所有著名的开国元勋中，华盛顿是唯一立遗嘱释放所有奴隶的人。他私下里反对奴隶制，认为其在经济上差劲，在道德上败坏。他承认国民对奴隶制的分歧，认为这是对国家统一的潜在威胁。然而，作为陆军将军，制宪大会主席，美国首任总统，他从未公开挑战奴隶制，可能是因为他想要回避这一问题，避免新共和国争斗。
1743年自父亲去世后，11岁的华盛顿就继承10名奴隶。1759年当他迎娶玛莎·卡斯蒂斯时，他名下的奴隶为36多名，意味着他成了种植园大奴隶主（历史学家定义为南方北部拥有20名奴隶以上）。通过继承亡夫1/3的遗产，富有的寡妇玛莎将至少85名“嫁妆奴隶”带到弗农山庄。利用妻子的巨额财富，华盛顿购置更多土地，将弗农种植园面积翻了三倍，并新添许多奴隶。1774年，他为135名奴隶上税(这一数据不包括“嫁妆”)。购买奴隶的最后记录为1772年，尔后他在讨债时得到一些奴隶。华盛顿也使用雇工和白人契约劳工；1775年4月，他悬赏追讨两名逃跑的白人契约劳工。
华盛顿在道德和经济上反对奴隶制。在美国革命前，他对奴隶制没有表达道德保留。1779年，他告诉弗农山庄的管家称如果获胜的话，自己愿意在战争结束后卖掉奴隶。他总结到在弗农山庄维持数量庞大，日渐老龄化的奴隶人口不挣钱，被迫劳动的人们是不愿意全力以赴的。华盛顿依法无权出售“嫁妆奴隶”，由于他们与自己的奴隶联姻，华盛顿如果将其出售，奴隶家庭就会妻离子散，而他狠不下心。1786年，华盛顿在致信罗伯特·莫里斯时写道：“活人中没有谁比我更想看到废奴计划了。”
作为总统，1790年迁都至宾夕法尼亚州时，华盛顿购买8名奴隶来为费城总统官邸服务，但宾夕法尼亚州法律规定，任何奴隶在该州住满6个月，即可获得自由。华盛顿打擦边球，称自己不是宾夕法尼亚州居民，没有在该州停留超过6个月。当服侍玛莎的一名奴隶欧尼·贾齐逃跑时，华盛顿抱怨道奴隶“没有被招惹”就逃了，他悄悄地派人追她。华盛顿无权释放贾齐，因为这是玛莎的嫁妆奴隶。玛莎敦促华盛顿张贴广告悬赏通缉奴隶，1796年5月24日《宾夕法尼亚新闻》刊登相应的广告。当她在新罕布什尔被发现时，贾齐称除非华盛顿一家准许她自由，她才会回来，但请求遭到拒绝。两年后，她被秘密抓回。另一名奴隶赫拉克勒斯是华盛顿在费城总统官邸的厨子，他从弗农山庄逃走，但华盛顿早已察觉。最后，华盛顿用德国契约劳工来替代总统官邸的奴隶。
1794年，在计划退休时，华盛顿开始组织编写遗嘱，以便彻底释放自己拥有的所有奴隶。约瑟夫·埃利斯撰写华盛顿的传记，历史学家戈登·S·伍德在评论该书时写道：“他这样做遭到亲属、邻里、可能特别是玛莎的尖锐反对。这是勇敢的举动，也是他最伟大的遗产之一。”1799年，当华盛顿去世时，317名居住在弗农山庄的奴隶里有123名是华盛顿自己的，154名是妻子的“嫁妆奴隶”，40名是从邻居那里租来的。华盛顿遗嘱称在妻子去世后，所有自己名下的奴隶全部获释，自己的继承人不得购买或转送奴隶，运出弗吉尼亚州。赫拉克勒斯早先逃跑，也获得大赦。遗嘱也叮嘱为年轻奴隶提供培训，为年老奴隶提供养老金。乔治和玛莎一生没有释放任何奴隶，1802年5月22日玛莎去世时，她名下所有奴隶没有获释。奴隶伊莉莎由孙子乔治·华盛顿·卡斯蒂斯继承，她第一任丈夫所遗留下的奴隶，包括嫁妆奴隶等，都给了她的继承人。

### 宗教
历史学家和传记作家就华盛顿的宗教信仰争论两百多年。就他一生来看，他与英国圣公宗有联系，之后则是美国圣公会。他曾经是亚历山大费尔法克斯和特鲁罗教区教区代表和区长，和弗吉尼亚州所有官方宗教一样，管理职务要求起誓不会做出违背教会的言行。许多历史学家认为从神学上来讲，华盛顿趋向于自然神论。然而，他从未公开发表言论。他常常使用的词汇如“上帝”或是“天意”，避免使用词汇“耶稣”或是“基督”。在他的文集中，给印第安人的信件似乎是由副官来起草的。在当时，自然神论是盛行的神学，而不是有组织的宗派，与圣公会无法比较。历史学家格雷格·佛雷泽认为华盛顿不是自然神论者，而是“神学理性主义者”。这种神学反对基督教的一些核心信条，如基督的神圣性，三位一体和原罪论。然而，与自然神论不同，神学理性主义相信祈祷的力量。历史学家彼得·A·黎黎贝克认为华盛顿既不是自然神论者也不是“神学理性主义者”，而是相信基督教核心教义的基督徒。
作为军队司令和总统，华盛顿强调宗派彼此宽容。他相信宗教对社会秩序、道德有重要的支持作用。他常常参加不同宗派间的礼拜。他镇压军队中反天主教的活动。
华盛顿私下的敬虔活动得到许多证人证明。
华盛顿常常陪伴他的夫人参加教会礼拜。但第三手报告称他吃圣餐，但很少参加礼拜。他常常与其他非圣餐主义者一道其座离席(在当时颇为盛行)，再被教区牧师警告后，他干脆周日旷课。
契尔诺夫在2010的博客中总结华盛顿的宗教观点：
就华盛顿的宗教信仰婉转地说，争议大了去。在革命战争前他是安立甘教徒——英格兰教会成员——这意味着在战争后，他是美国圣公会员。因此，他显然是基督徒 ... 他宗教情结很浓，因为虽然他使用的字眼为天意，他常常视天意为生命强大的驱动力，特别是对美国生活。我的意思是，他打所有的胜仗都归功于天意、将制宪大会的奇迹归功于天意、联邦政府的建立和共和国早期的繁荣也是天意。 ... 在信函中天意频繁出现，我表示吃惊，设计和目标都是天意，就我而言这听起来很像宗教 ... 不幸的是，这一问题变得高度政治化。
麦克和亚娜·诺瓦克认为，这可能是“华盛顿就他自己内心最深处的宗教信仰上故弄玄虚(以及个人隐私)，因此所有美国人，在他的时代和后世，可以用自己的方式自由接近他——感觉像是新共和国的完全成员，彼此平等。”他们总结道：“他是圣公会教出来的，并属于那里；而我的观点是，他认同基督教会常常宣扬的基础教义，并以自己的理解运用它；没有在信仰、崇拜方式对其他宗派有任何苛求或是不敬。”

### 共济会
华盛顿在1752年加入共济会。作为共济会员，他备受瞩目，但很少出席会议。华盛顿被共济会致力于启蒙的主张，如理性、逻辑和兄弟情谊所吸引。美国分会没有像欧洲分会那样反教职人员，所以没有那么多争议。1777年，弗吉尼亚分会推举华盛顿为大师；然而，华盛顿谢绝，称主要精力放在领导大陆军队革命。由于他从未成为大师，他也不认为有资格成为大师。1788年，华盛顿在经过个人许可下，被任命为弗吉尼亚第22分会大师。

## 紀念物

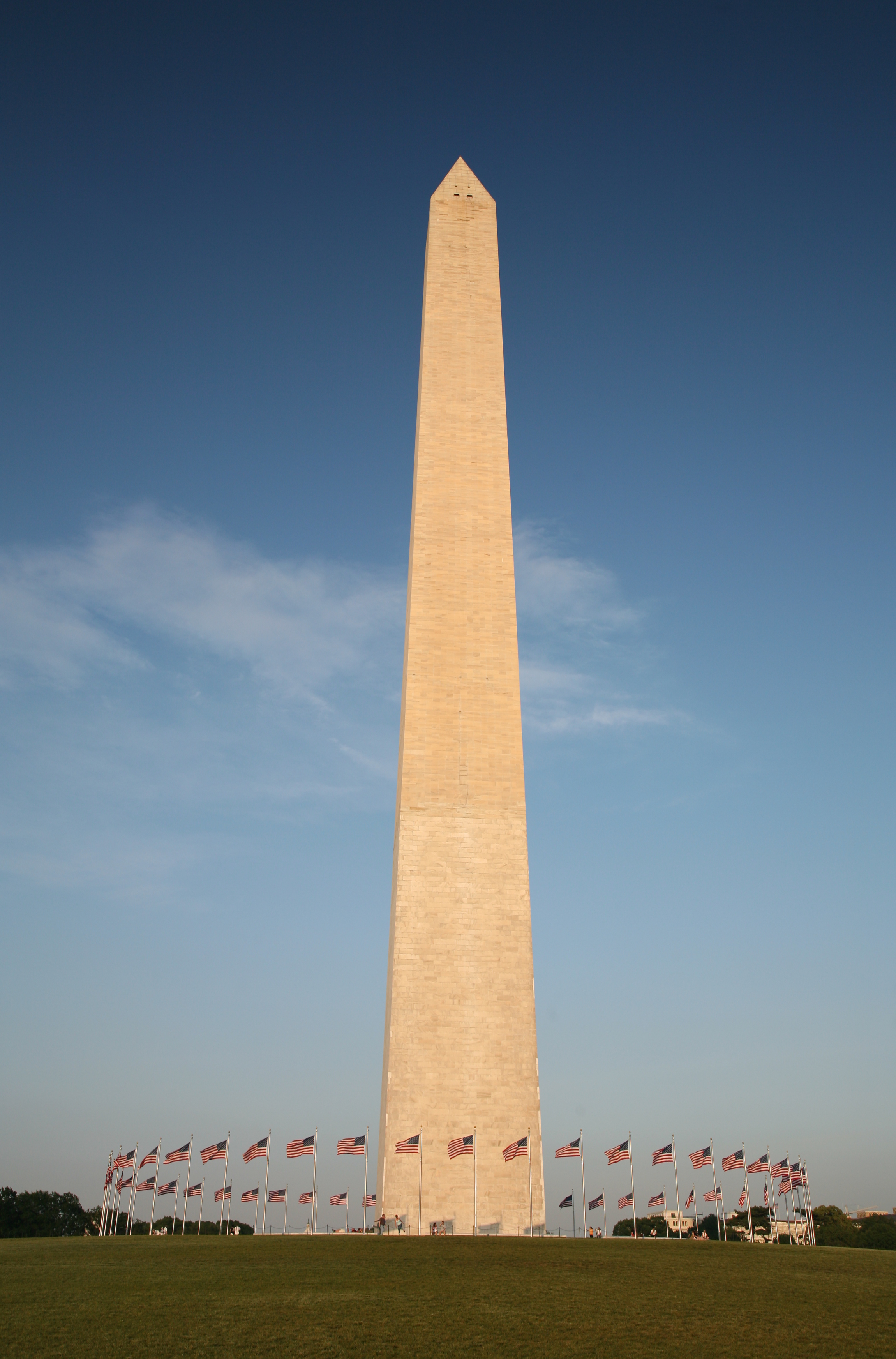
華盛頓紀念碑

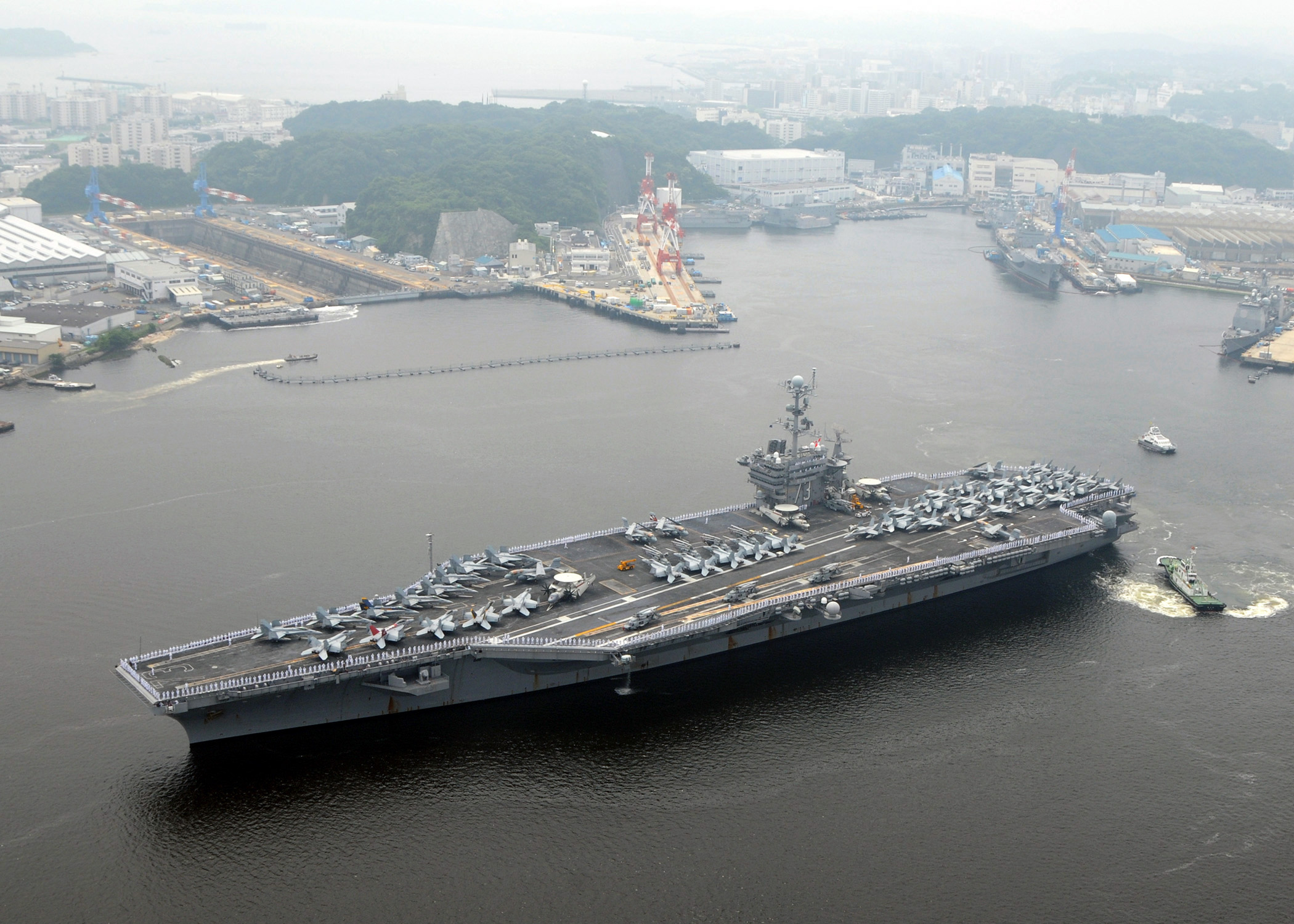
華盛頓號航空母艦

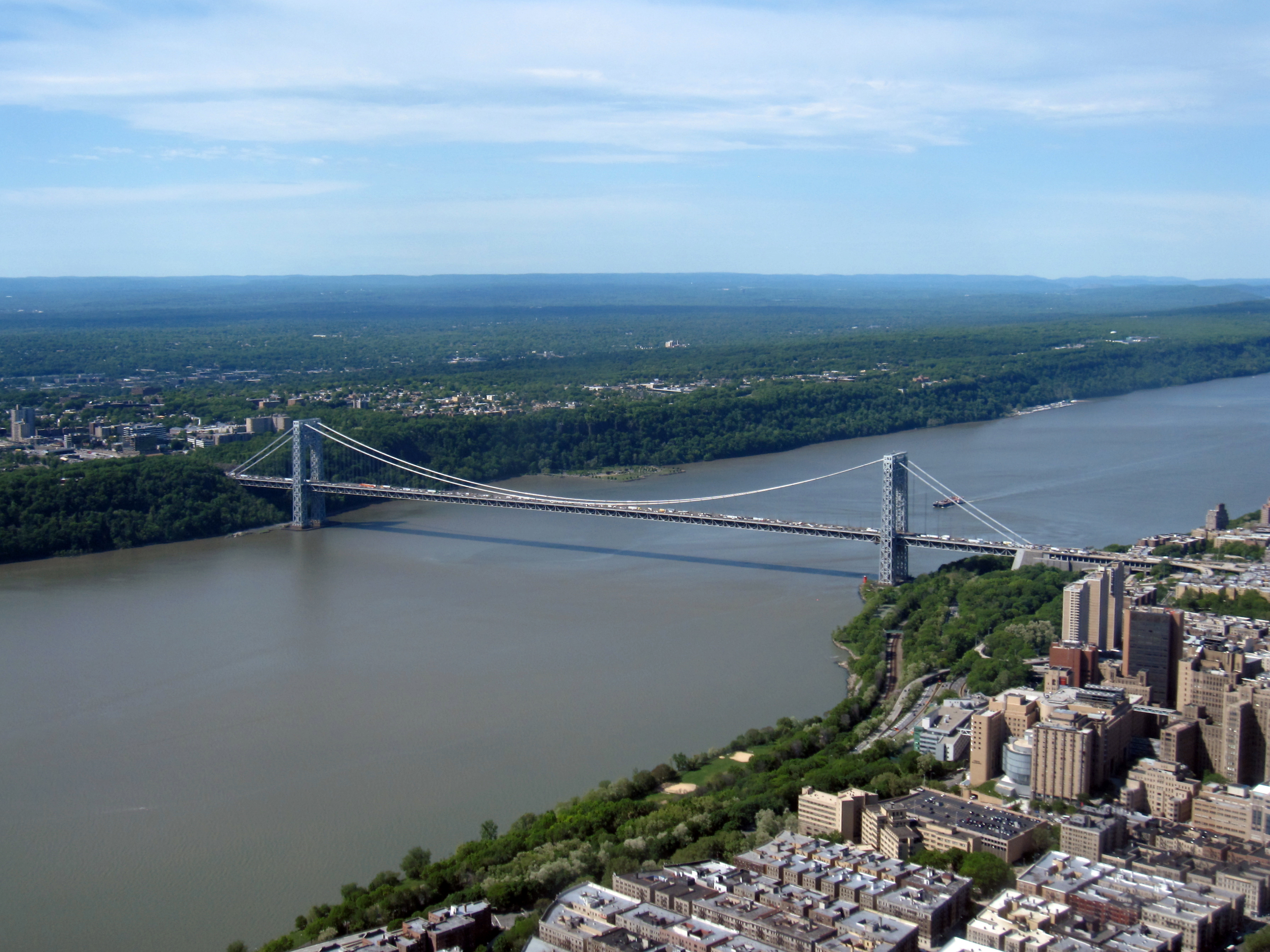
喬治·華盛頓大橋

- 在今天，華盛頓的臉龐和肖像通常被作為美國的國際象徵標誌之一，並也成為了旗幟和國璽的圖像。或許最普遍的就是一美元纸币的鈔票和25美分硬幣上他的肖像，在1美元鈔票上所用的華盛頓肖像是由吉尔伯特·斯图尔特所畫的，這幅肖像同時也是早期美國藝術的重要作品。
- 華盛頓和西奥多·罗斯福、托马斯·杰斐逊、亞伯拉罕·林肯等四位總統一起被卡尔文·柯立芝所選上，他們的臉龐被刻在拉什莫尔山的巨大石壁上，成為美國最知名的雕像群之一。
- 美國的首都华盛顿哥伦比亚特区則以華盛頓為名。華盛頓對於聯邦政府哥倫比亞特區的建立有極大關聯，也是他挑選白宮的位置。因此後來建立華盛頓紀念碑以紀念他，紀念碑也成了華盛頓特區最著名而顯目的地標之一。華盛頓也在遺囑中捐贈一部分資金，以在當地建立一所大學，而這所大學後來便命名為喬治·華盛頓大學以紀念他。
- 緊鄰太平洋的華盛頓州也成為美國唯一一個以總統為名的州。和一些以他為名的華盛頓縣。
- 美國海軍歷年來的軍艦也有三艘陸續以華盛頓為名。目前仍在服役的是一艘尼米茲級航空母艦—華盛頓號航空母艦。
- 連接新澤西州和紐約市的橋樑也被命名為喬治·華盛頓大橋。
- 一種棕榈科属的樹木學名也被取名為华盛顿棕榈。

## 原文
1. ↑  原文：

## 外部連結
- 美國的誕生．之三：華盛頓闖的禍……不是砍櫻桃樹 （页面存档备份，存于）
- 開國元勛"喬治·華盛頓"和美國國會大厦 的秘密 Youtube （页面存档备份，存于）
- George Washington: A Life （页面存档备份，存于）（紐約時報）由 Willard Sterne Randall 撰寫的華盛頓傳記之第一章（英文）
- George Washington for Kids （页面存档备份，存于） - 兒童用網頁（英文）
- 喬治·華盛頓語錄 （页面存档备份，存于） - Liberty-Tree.ca（英文）
- 39 Volume Collection of the Works of George Washington （页面存档备份，存于）（英文）
- Papers of Washington （页面存档备份，存于） Full versions on-line from the University of Virginia（英文）
- Papers of Washington （页面存档备份，存于） Avalon Project (incl. Inaugural Addresses, State of the Union Messages, and more)（英文）
- Armigerous American Presidents Series （页面存档备份，存于）（英文）
- Library of Congress: Washington's Commission as Commander in Chief （页面存档备份，存于）（英文）
- Farewell Address（英文）
- Biography of George Washington （页面存档备份，存于）（英文）
- George and Martha Washington Marriage Profile （页面存档备份，存于）（英文）
- A pedigree of George Washington （页面存档备份，存于）（英文）
- George Washington Genealogy （页面存档备份，存于） on Wikicities（英文）
- George Washington's German "Cousin"（英文）
- Teaching about George Washington （页面存档备份，存于）（英文）
- The First Presidential Veto （页面存档备份，存于） Analysis of the first veto by a U.S. President（英文）
- General Washington's military rank （页面存档备份，存于）（英文）
- Fact File and Biography of George Washington （页面存档备份，存于）（英文）
- White House Biography （页面存档备份，存于）（英文）
- George Washington的作品  - 古騰堡計劃（英文）
- George Washington: Archontology.org, chronology, dates, terms, election results （页面存档备份，存于）（英文）
- George Washington historic sites in Virginia - Official Tourism Website （页面存档备份，存于）（英文）
- 1st State of the Union Address （页面存档备份，存于）（英文）
- 2nd State of the Union Address （页面存档备份，存于）（英文）
- 3rd State of the Union Address （页面存档备份，存于）（英文）
- 4th State of the Union Address （页面存档备份，存于）（英文）
- 5th State of the Union Address （页面存档备份，存于）（英文）
- 6th State of the Union Address （页面存档备份，存于）（英文）
- 7th State of the Union Address （页面存档备份，存于）（英文）
- 8th State of the Union Address （页面存档备份，存于）（英文）

| 美国政治职务         | 美国政治职务                                         | 美国政治职务       |
| -------------------- | ---------------------------------------------------- | ------------------ |
| 美利堅合眾國國家元首 |                                                      |                    |
| 新頭銜               | 美利堅合眾國總統 第一任 1789年4月30日 - 1797年3月4日 | 繼任： 约翰·亚当斯 |